# Metro Trains Melbourne
Metro Trains Melbourne Pty Ltd, i vardagligt tal kallat Metro, är ett samriskföretag som sedan 2009 bedriver Melbournes pendeltågtrafik. Ingående i samriskföretaget är MTR Corporation, John Holland Group och UGL Limited. Metro Trains Melbourne ägs i sin tur av konsortiet Metro Trains Australia där John Holland Group och UGL Limited äger 20 procent var och resterande 60 procent ägs av MTR Corporation. 2009 tilldelades Metro Trains Melbourne kontraktet MR3 Trains, med ett uppskattat värde på 3,793 miljarder australiska dollar, för att bedriva Melbournes pendeltågtrafik fram till 2017. Den 12 september 2017 skrevs ett nytt antal som förlängde Metro Trains Melbournes driftperiod till 2024, med möjligheten till förlängning av detta kontrakt i som mest tre år. Raymond O’Flaherty blev den 1 juli 2018 företagets VD.
Metro Trains Melbourne vann 2016 utmärkelsen Large Employer of the Year Award vid Australian Training Awards.